# Гавришкевич Сильвестр

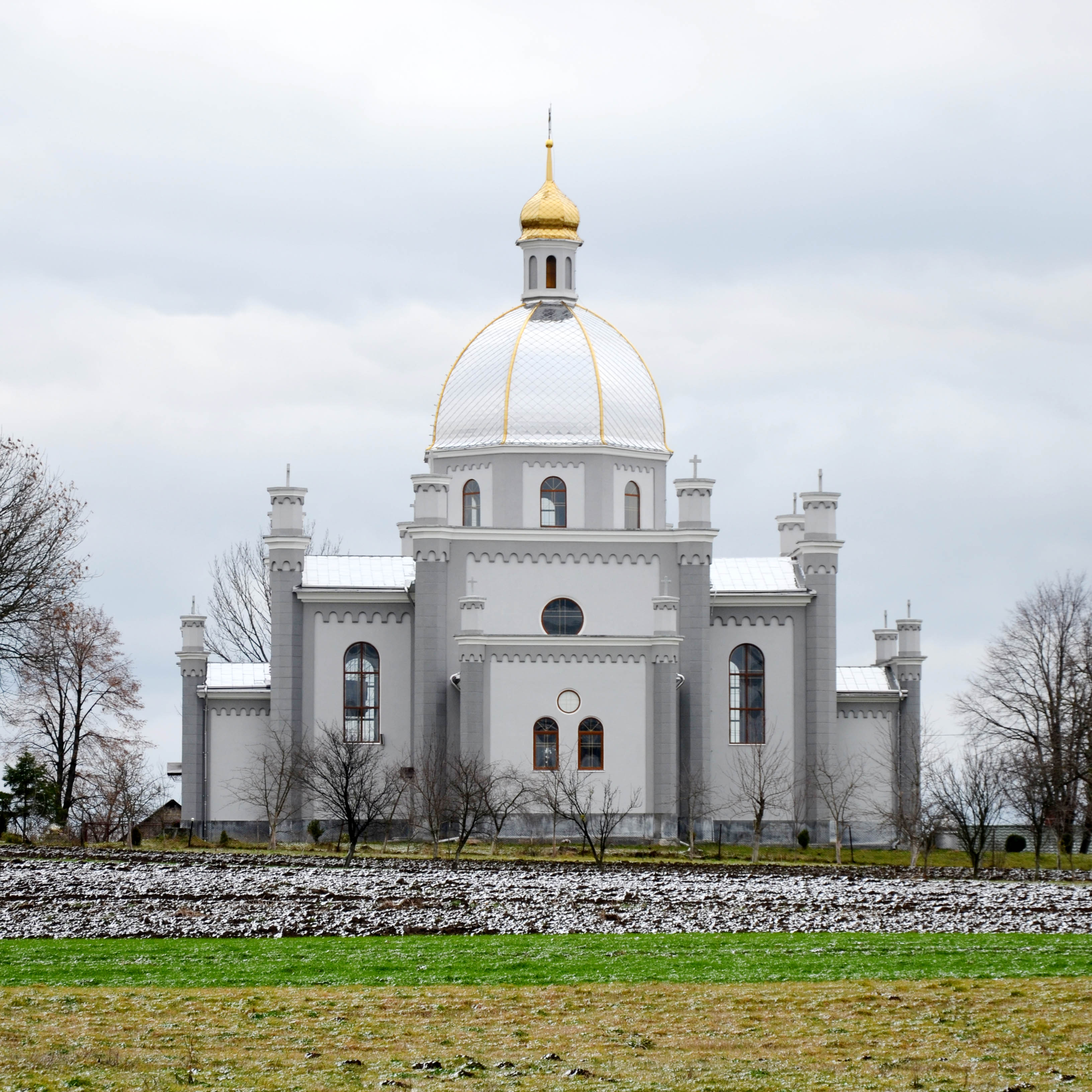
Церква Положення пояса Пресвятої Богородиці, Мацошин

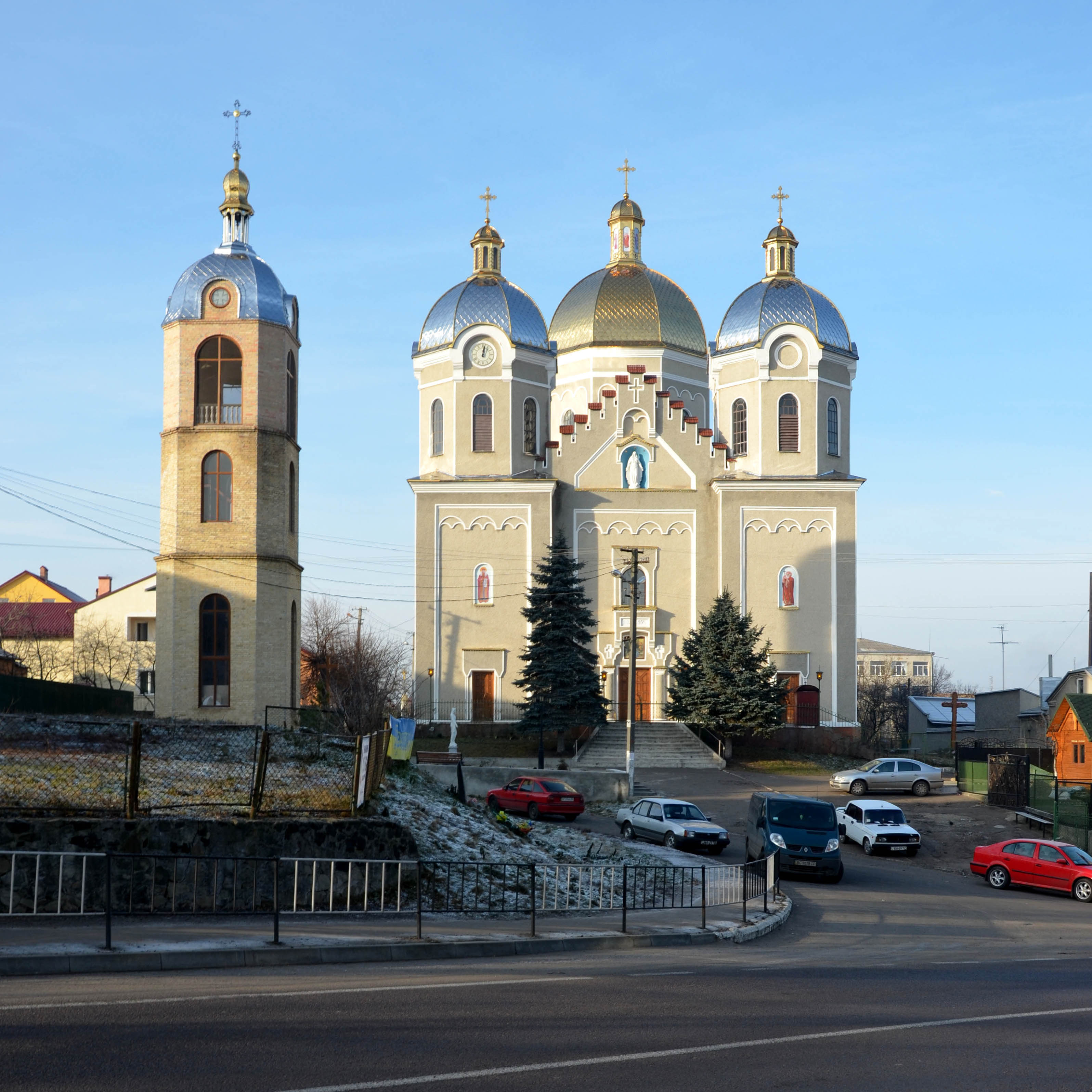
Церква Успіння, Куликів

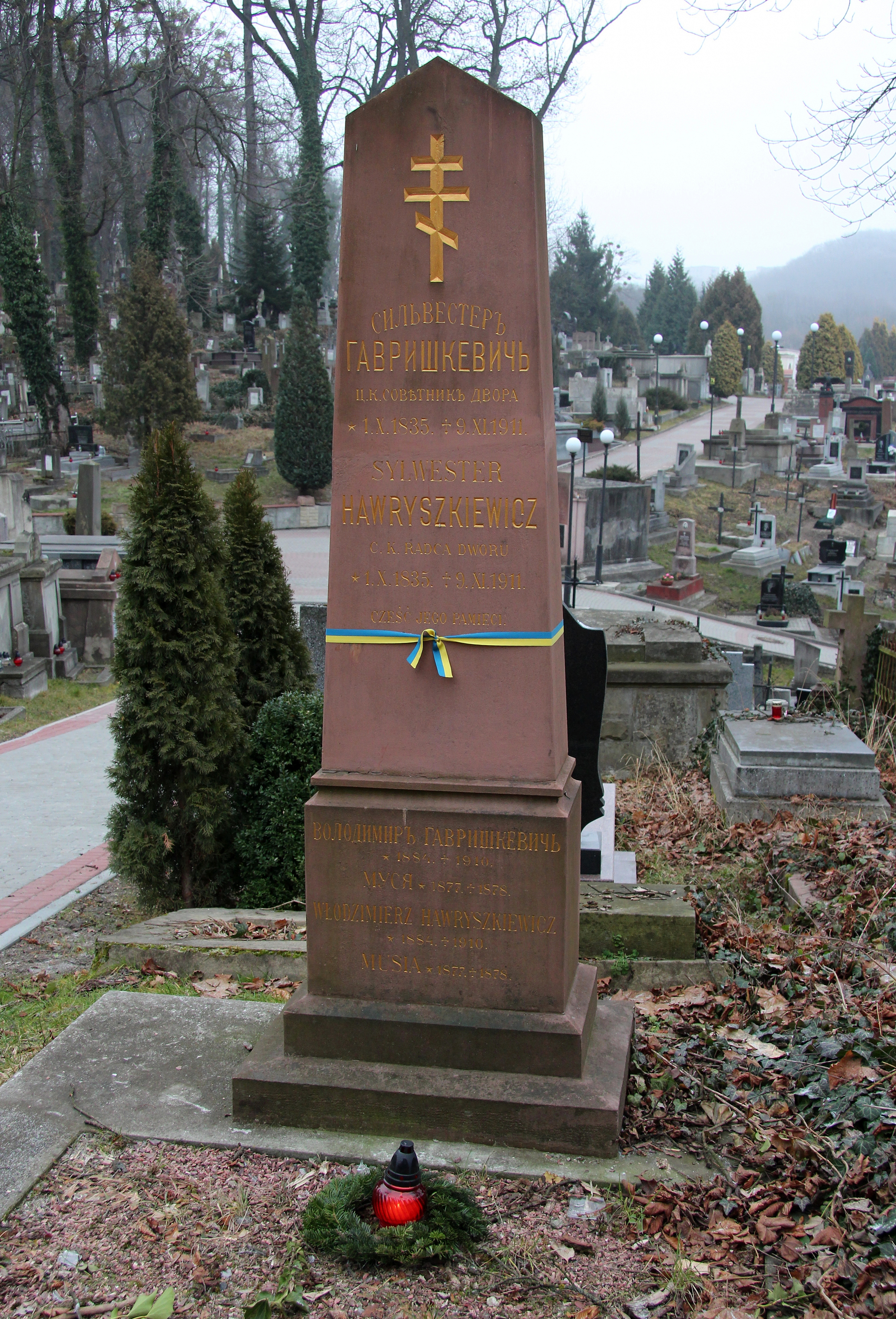

Сильве́стр Гавришке́вич (1833, Нове Село — 10 листопада 1911, Львів) — львівський архітектор.

## Біографія
Навчався у львівській Технічній академії у 1855—1860 роках. Від 1863 року працював у будівельному департаменті Галицького намісництва. Від 1874 року на посаді інженера. 1878 року став членом Політехнічного товариства у Львові. 1892 — радник будівництва у Намісництві, 1902 — старший радник. Керував будівництвом низки споруд за проєктами інших архітекторів. Це зокрема будівля Галицького намісництва (архітектор Фелікс Ксенжарський), Народний Дім у Львові (архітектор Вільгельм Шмід). Від 1886 року працював при відбудові міста Стрия, що потерпів від пожежі. Член журі конкурсів на проєкт костелу святої Єлизавети у Львові (1903), будинку Торговельно-промислової палати у Львові (1907). Входив до складу архітектурної церковної комісії Греко-католицької церкви, яка діяла у 1905—1914 роках і займалась відбором проєктів храмів та церковного оздоблення, організацією конкурсів.
Помер у Львові, похований на Личаківському цвинтарі, поле № 75 1993 року іменем Сильвестра Гавришкевича названо вулицю у Львові..

## Нагороди
- Лицарський хрест ордена Франца Йосифа (1885)[7]
- Орден Святого Сильвестра (1889),
- Орден Залізної Корони ІІІ ступеня (1898)[8].

## Роботи
- Реставрація дзвіниці церкви Святого Духа у Львові (1862).
- Перебудова житлового будинку на вулиці Руській, 5 у Львові (1872).[9]
- Церква Архангела Михаїла в Бутині (1879)[10].
- Реставрація вежі Корнякта (1880).
- Греко-католицька церква Різдва Пресвятої Богородиці у Кам'янці-Бузькій (1879—1882). За однією з версій первинний проєкт міг бути створений архітектором Г. Гарасимовичем і пізніше перероблений Гавришкевичем.[11]
- Церква Положення Пояса Пресвятої Богородиці в селі Мацошин (1886).
- Церква Положення Пояса Пресвятої Богородиці в селі Боброїди (1880—1882)[10].
- Церква Різдва Пресвятої Богородиці в Кам'янці Лісовій (1882)[10].
- Гавришкевич ймовірно є автором проєкту церкви і монастиря василіянок на нинішній вулиці Франка, 56 у Львові (1881—1884)[12]
- Реставрація митрополичих палат при соборі святого Юра у Львові (1885).
- Церква св. вмч. Параскеви в с. Розжалів (Радехівський р-н, Львівська обл.) (1888);
- Будівля гімназії № 4 ім. Я. Длугоша на нинішній вулиці Професорській, 1 (1889).
- Будівля греко-католицької семінарії на вулиці Коперника, 36 і Дорошенка, 41 у Львові (1890). Спорудженням займалась спілка Людвіка Балдвіна-Рамулта і Юліана Цибульського.[13]
- Участь у реставрації і оформленні інтер'єру каплиці святого Бенедикта (Дідушицьких) львівського костелу єзуїтів 1893 року під керівництвом Міхала Ковальчука.[14]
- Проєкт і керівництво будовою Преображенської церкви у Львові на вулиці Краківській, 21 (1875—1898, використано руїни монастиря тринітаріїв).
- Церква Успіння Пресвятої Богородиці в Куликові Жовківського району (1900, 1901, співавтор Михайло Голейко)[10].
- Відбудова церкви святого Миколая в Сокалі.
- Відбудова церкви святих Петра і Павла у Перемишлі.
- Будівля Головної пошти на нинішній вулиці Словацького, 1. Проєкт дещо модифікований у Відні архітектором Фрідріхом Зетцом, споруджувала спілка Людвіка Балдвіна-Рамулта і Юліана Цибульського у 1887—1889 роках.[15]